# Ботин (село)
Ботин (укр. Ботин) — село в Подгайцевской сельской общине Луцкого района Волынской области Украины.
Код КОАТУУ — 0722885602. Население по переписи 2001 года составляет 147 человек. Почтовый индекс — 45637. Телефонный код — 332. Занимает площадь 0,62 км².